# Urzhar (huyện)
Urzhar (Kazakhstan Үржар ауданы) là một huyện của tỉnh Đông Kazakhstan, miền Đông Kazakhstan, có chung đường biên giới phía Đông với khu tự trị Duy Ngô Nhĩ - Tân Cương của Trung Quốc. Trung tâm hành chính huyện là thị xã Urzhar.